# Theron von Akragas
Theron von Akragas (altgriechisch Θήρων Thḗrōn; * um 540/530 v. Chr.; † 473/472 v. Chr.) war ein Tyrann im antiken Sizilien. Er stammte aus dem Geschlecht der Emmeniden, das genaue Datum (normalerweise auf 488 v. Chr. datiert) und die Art seiner Machtergreifung in Akragas (dem heutigen Agrigent) ist unklar. Wichtige chronologische Eckdaten sind die Eroberung Himeras 483 v. Chr. und die Teilnahme an den Karthagerkämpfen mit anschließendem Sieg gemeinsam mit seinem Schwiegersohn Gelon von Syrakus 480 v. Chr.; durch die reiche Beute des Sieges konnte Akragas zu einer prosperierenden Stadt aufsteigen (die dann in den Pindarscholien glorifiziert wurde). Das Einflussgebiet von Akragas umfasste unter seiner Herrschaft große Teile Westsiziliens, wie durch eine kürzlich durchgeführte numismatische Forschung belegt werden konnte. 476 v. Chr. wurde er zudem Olympiasieger der 76. Olympischen Spiele der Antike im Tethrippon.
Theron scheint ein milder Tyrann gewesen zu sein, auch wenn er vielleicht in den Pindarscholien als allzu gut dargestellt wird. Denn es mangelte ihm auch nicht an harten Zügen, wie die harte Strafe gegen die Himeraer zeigt, nachdem sie sich gegen ihn aufgelehnt hatten. 
Trotz des Konflikts mit Hieron 477 versöhnte sich Theron bald wieder mit diesem, so dass man eine Tendenz bei Theron entdecken kann, den Kampf gegen einen mächtigeren Feind zu scheuen, man kann also von einer gewissen „Staatsräson“ bei ihm ausgehen. Sein Sohn Thrasydaios hatte diese wohl nicht und musste auch bald nach Therons Tod 472, nachdem er die Nachfolge angetreten hatte, flüchten.